# Kitabatake Harutomo
Kitabatake Harutomo (北畠晴具?; 1503 – 1563) fu un daimyō giapponese del periodo Sengoku appartenente al clan Kitabatake.

## Biografia
Grandson of Masasato, repressed the revolt of the samurai of Tamaru (lse) who had massacred their lord, Tamaru Tomotada.
Harumoto era figlio di Kitabatake Murachika. Supportò Ashikaga Yoshiharu e gli fu concesso di cambiare il proprio nome in Harutomo. Harumoto mandò soldati in aiuto del clan Rokkaku che combatteva contro la famiglia Kyōgoku. Represse una rivolta dei samurai di Tamaru che avevano ucciso il loro capo, Tamaru Tomotada.
È ricordato anche per le sue attività culturali che condivideva con suo suocero, Hosokawa Takakuni.